# 永福省
永福省（越南语：／）是原越南北部红河三角洲的一個省，省莅永安市。

## 地理
永福省北接太原省和宣光省，西接富寿省，南与河内市隔红河相望，东与河内市麊泠县、朔山县相接。

## 歷史
永福省是越南北部的搖籃，具有侗族文化的著名考古遺址。
十二使君时期，阮宽在此据守。
後黎朝时，永福省地区属于山西承宣、京北承宣和山西处、京北处。阮朝时，二处改设为山西省和北宁省，永福省各县分属山西省永祥府白鹤县、三阳县、立石县、安乐县和安朗县5县，以及太原省富平府平川县。
成泰二年（1890年），殖民政府以山西省永祥府白鶴縣、三陽縣、立石縣、安朗縣和安樂縣、太原省富平府平川縣設立永安道。次年（1891年），撤銷永安道，全境劃歸山西省。
成泰十一年（1899年），殖民政府再以山西省永祥府白鹤县、三阳县、立石县、安朗县、安乐县、平川县析置永安省。成泰十三年（1901年），殖民政府以北宁省多福府多福县、金英县、东溪县和永安省安朗县析置扶魯省。成泰十五年（1903年），东溪县改名为东英县。成泰十六年（1904年），扶魯省更名為福安省。
1948年1月25日，越南政府将各战区合并为联区，战区抗战委员会改组为联区抗战兼行政委员会。第一战区和第十二战区合并为第一联区，设立第一联区抗战兼行政委员会；第十战区和第十四战区合并为第十联区，设立第十联区抗战兼行政委员会，福安省划归第一联区管辖，永安省划归第十联区管辖。
1949年11月4日，第一联区和第十联区合并为越北联区，设立越北联区抗战行政委员会。福安省和永安省随之划归越北联区管辖。
1950年2月12日，越南民主共和国政府將永安省和福安省合併為永福省，下轄平川县、多福县、东英县、金英县、立石县、三阳县、永祥县、安乐县和安朗县9县。
1955年2月1日，复设永安市社和福安市社。
1956年7月1日，越北联区改组为越北自治区，太原省普安县划归永福省管辖，永福省划归中央政府直接管辖。
1957年6月7日，永祥县白鹤市镇划归富寿省越池市社。6月17日，普安县划回太原省管辖。
1961年4月20日，东英县和安朗县、金英县2县部分区域划归河内市。
1968年1月26日，永福省和富寿省合并为永富省。
1976年6月26日，福安市社降为福安市镇，隶属安朗县。
1977年7月5日，永祥县和安乐县合并为永乐县，立石县和三阳县合并为三岛县，平川县和安朗县合并为麊泠县，多福县、金英县和省直辖春和市镇合并为朔山县，三阳县2社和省直辖三岛市镇划归永安市社。
1978年12月29日，朔山县和麊泠县1市镇18社划归河内市管辖。
1979年2月26日，三岛县析置立石县，麊泠县剩余14社和三岛农场市镇划归三岛县，剩余4社划归永乐县。
1991年8月12日，河内市麊泠县划回永富省。
1995年10月7日，永乐县分设为永祥县和安乐县。
1996年11月6日，永富省重新分设为富寿省和永福省；永福省下辖永安市社、麊泠县、立石县、三岛县、永祥县、安乐县1市社5县，省莅永安市社。
1998年6月9日，三岛县分设为三阳县和平川县。
2003年12月9日，麊泠县析置福安市社，以三阳县4社、立石县3社平川县1社和永安市社三岛市镇析置新的三岛县。
2006年12月1日，永安市社改制为永安市。
2008年5月29日，麊泠县划归河内市管辖。
2008年12月23日，立石县析置泸江县。
2018年2月7日，福安市社改制为福安市。
2025年7月1日併入富壽省後走入歷史。

## 行政區劃
永福省下辖2市7县，省莅永安市。
- 永安市（Thành phố Vĩnh Yên）
- 福安市（Thành phố Phúc Yên）
- 平川縣（Huyện Bình Xuyên）
- 立石縣（Huyện Lập Thạch）
- 瀘江縣（Huyện Sông Lô）
- 三陽縣（Huyện Tam Dương）
- 三島縣（Huyện Tam Đảo）
- 永祥縣（Huyện Vĩnh Tường）
- 安樂縣（Huyện Yên Lạc）

## 外部連結
- 永福省电子信息门户网站[]（越南文）